# 웅산
웅산(熊山)은 대한민국 경상남도 창원시 성산구와 진해구의 경계에 있는 산이다. 해발고도는 710m이다.